# Eleutherodactylus alticola
Espèce
Statut de conservation UICN

 DD  : Données insuffisantes
Eleutherodactylus alticola est une espèce d'amphibiens de la famille des Eleutherodactylidae.

## Répartition
Cette espèce est endémique de la Jamaïque. Elle se rencontre de 1 650 à 2 250 m d'altitude dans les Blue Mountains de Blue Mountain Peak à Sir Johns Peak.

## Description
Les femelles mesurent jusqu'à 26 mm.

## Publication originale
- Lynn, 1937 : Two new frogs from Jamaica. Herpetologica, vol. 1, no 3, p. 88-91.